# Paediatric and Perinatal Epidemiology
Pediatric and Perinatal Epidemiology, abgekürzt Pediatr. Perinat. Epidemiol., ist eine wissenschaftliche Fachzeitschrift, die vom Wiley-Blackwell-Verlag veröffentlicht wird. Die Zeitschrift erscheint mit vier Ausgaben im Jahr. Es werden epidemiologische Arbeiten aus allen Bereichen der Kinderheilkunde veröffentlicht.
Der Impact Factor lag im Jahr 2014 bei 3,131. Nach der Statistik des ISI Web of Knowledge wird das Journal mit diesem Impact Factor in der Kategorie Pädiatrie an elfter Stelle von 119 Zeitschriften, in der Kategorie Gynäkologie und Geburtshilfe an zwölfter Stelle von 79 Zeitschriften und in der Kategorie Public Health, Umwelt- und Arbeitsmedizin an 29. Stelle von 162 Zeitschriften geführt.